# Сєверне (Сахалінська область)
Сєверне (рос. Северное) — село у Томарінському міському окрузі Сахалінської області Російської Федерації.
Населення становить 0 осіб (2013).

## Історія
З 1905 по 3 вересня 1945 року у складі губернаторства Карафуто Японії, відтак у складі Томарінського міського округу Сахалінської області.

## Населення
| 2002 | 2010 |
| ---- | ---- |
| 3    | ↘0   |